# Campeonato Europeo de Vóley Playa de 1996
El IV Campeonato Europeo de Vóley Playa se celebró en Pescara (Italia) en el año 1996 bajo la organización de la Confederación Europea de Voleibol (CEV) y la Federación Italiana de Voleibol.

## Medallistas
| Evento    | Oro                                              | Plata                                 | Bronce                                       |
| --------- | ------------------------------------------------ | ------------------------------------- | -------------------------------------------- |
| Masculino | Michal Palinek · Marek Pakosta · República Checa | Jörg Ahmann · Axel Hager · Alemania   | Nicola Grigolo · Andrea Ghiurghi · Italia    |
| Femenino  | Eva Celbová · Soňa Dosoudilová · República Checa | Beate Bühler · Danja Müsch · Alemania | Laura Bruschini · Annamaria Solazzi · Italia |

## Medallero
| Núm. | País            | Oro | Plata | Bronce | Total |
| ---- | --------------- | --- | ----- | ------ | ----- |
| 1    | República Checa | 2   | 0     | 0      | 2     |
| 2    | Alemania        | 0   | 2     | 0      | 2     |
| 3    | Italia          | 0   | 0     | 2      | 2     |
|      | TOTAL           | 2   | 2     | 2      | 6     |